# Universidad Nacional Australiana
La Universidad Nacional Australiana, en inglés: The Australian National University (ANU), es una Universidad pública localizada en el suburbio de Acton en Canberra, la capital federal de Australia. Varios índices diferentes e independientes nos indican que la ANU es la universidad líder de Australia y del hemisferio sur. Por ejemplo, el "Times Higher Education Supplement" (THES) sitúa a la ANU en el puesto 16 con respecto a las 200 Universidades con mejores parámetros en la encuesta del año 2006, y en los puestos 23 y 16 correspondientes a las encuestas de los años 2005 y 2004, respectivamente. Aún más, Newsweek ha situado a la Australian National University como la universidad número 38 en su clasificación de las 100 Universidades punteras a nivel global del 2006. Estos niveles alcanzados en el año 2006, basados en resultados académicos y de investigación, son los mejores alcanzados nunca por cualquier universidad australiana.
Comparada con otras universidades a nivel mundial, en el 2022 fue rankeada 27 en el QS World University Rankings,  y en el puesto 54 en el Times Higher Education del 2022.
Los programas de "artes y humanidades" así como el de ciencias sociales de la ANU están considerados entre los mejores de la región. En particular, los departamentos de antropología, ciencias políticas y relaciones internacionales, los cuales cuentan con gran número de especialistas regionales e internacionales. Al punto que para el año 2011, la encuesta del THES, ubicaba el área de artes y humanidades en el 4.º puesto, y las disciplinas agrupadas bajo las ciencias sociales en la ANU en el puesto 18 a nivel global.
En la ANU se ha creado recientemente el Australian National Centre for Latin American Studies. El segundo centro de interdisciplinario de estudios latinoamericanos en Australia de cierta relevancia, después del Institute of Latina American Studies (ILAS) de La Trobe University en la ciudad sureña de Melbourne.

La ANU tiene un nivel especialmente alto en investigación y es uno de los miembros del Grupo de las Ocho, de la Association of Pacific Rim Universities y del exclusivo grupo de la International Alliance of Research Universities.
Entre los afamados académicos que han formado parte de la ANU, están Sir Howard Florey, quien recibió el Premio Nobel en 1945 por sus investigaciones en la producción y aplicaciones de la penicilina, y John Eccles, quien recibió el Premio Nobel de Medicina en 1963 por sus investigaciones y estudios en el sistema nervioso central en mamíferos.

## Historia
La ANU fue establecida en 1946 por un estatuto del Parlamento Federal introducido por el entonces primer ministro australiano, Ben Chifley. La ANU es la única universidad creada de esta manera en Australia.

### Orígenes de posguerra
Los llamamientos para la creación de una universidad nacional en Australia comenzaron ya en 1900. Tras determinarse la ubicación de la capital de la nación, Canberra, en 1908, se reservó un terreno para la universidad a los pies de Black Mountain en los diseños de la ciudad por Walter Burley Griffin. La planificación de la universidad se vio interrumpida por la Segunda Guerra Mundial, pero se reanudó con la creación del Departamento de Reconstrucción de la Posguerra en 1942, lo que finalmente condujo a la aprobación de la Ley de la Universidad Nacional Australiana de 1946 por el Gobierno de Chifley el 1 de agosto de 1946.

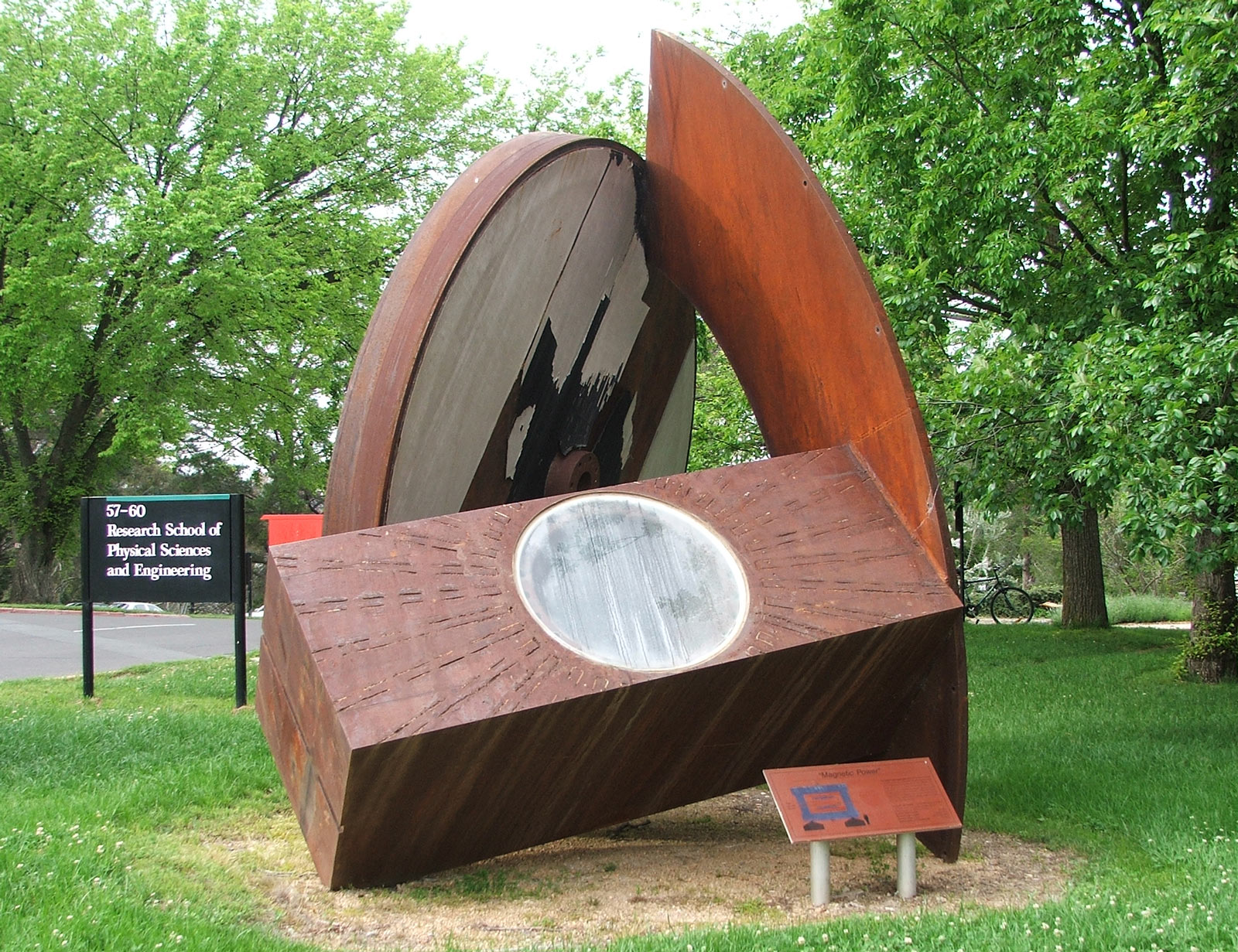
Restos del generador homopolar de la ANU diseñado por Mark Oliphant.

Un grupo de eminentes académicos australianos regresó del extranjero para incorporarse a la universidad, entre ellos Sir Howard Florey (codesarrollador de la penicilina medicinal), Sir Mark Oliphant (físico nuclear que trabajó en el Proyecto Manhattan), y Sir Keith Hancock (Profesor Chichele de Historia Económica en Oxford). El grupo también incluía a un neozelandés, Sir Raymond Firth (profesor de antropología en la LSE), que había trabajado antes en Australia durante algunos años. El economista Sir Douglas Copland fue nombrado primer vicerrector de la ANU y el ex primer ministro Stanley Bruce fue el primer canciller. La ANU se organizó originalmente en cuatro centros: las Escuelas de Investigación de Ciencias Físicas, Ciencias Sociales y Estudios del Pacífico y la Escuela de Investigación Médica John Curtin.
La primera residencia, University House, se inauguró en 1954 para los miembros de la facultad y los estudiantes de posgrado. El Observatorio del Monte Stromlo, creado por el gobierno federal en 1924, pasó a formar parte de la ANU en 1957. Las primeras sedes de la Biblioteca de la ANU, los edificios Menzies y Chifley, se inauguraron en 1963. La Escuela Forestal Australiana, ubicada en Canberra desde 1927, fue fusionada por la ANU en 1965.

### Colegio Universitario de Canberra
El Canberra University College (CUC) fue la primera institución de educación superior de la capital nacional, habiéndose establecido en 1929 y matriculando a sus primeros alumnos de grado en 1930. Su fundación fue dirigida por Sir Robert Garran, uno de los redactores de la Constitución Australiana y el primer procurador general de Australia. El CUC estaba afiliado a la Universidad de Melbourne y sus títulos eran otorgados por dicha universidad. Entre los líderes académicos del CUC se encontraban el historiador Manning Clark, el politólogo Finlay Crisp, el poeta A. D. Hope y el economista Heinz Arndt.
En 1960, el CUC se integró en la ANU como Escuela de Estudios Generales, inicialmente con facultades de artes, economía, derecho y ciencias. Posteriormente se introdujeron las facultades de estudios orientales e ingeniería. Bruce Hall, el primer colegio residencial para estudiantes universitarios, abrió sus puertas en 1961.

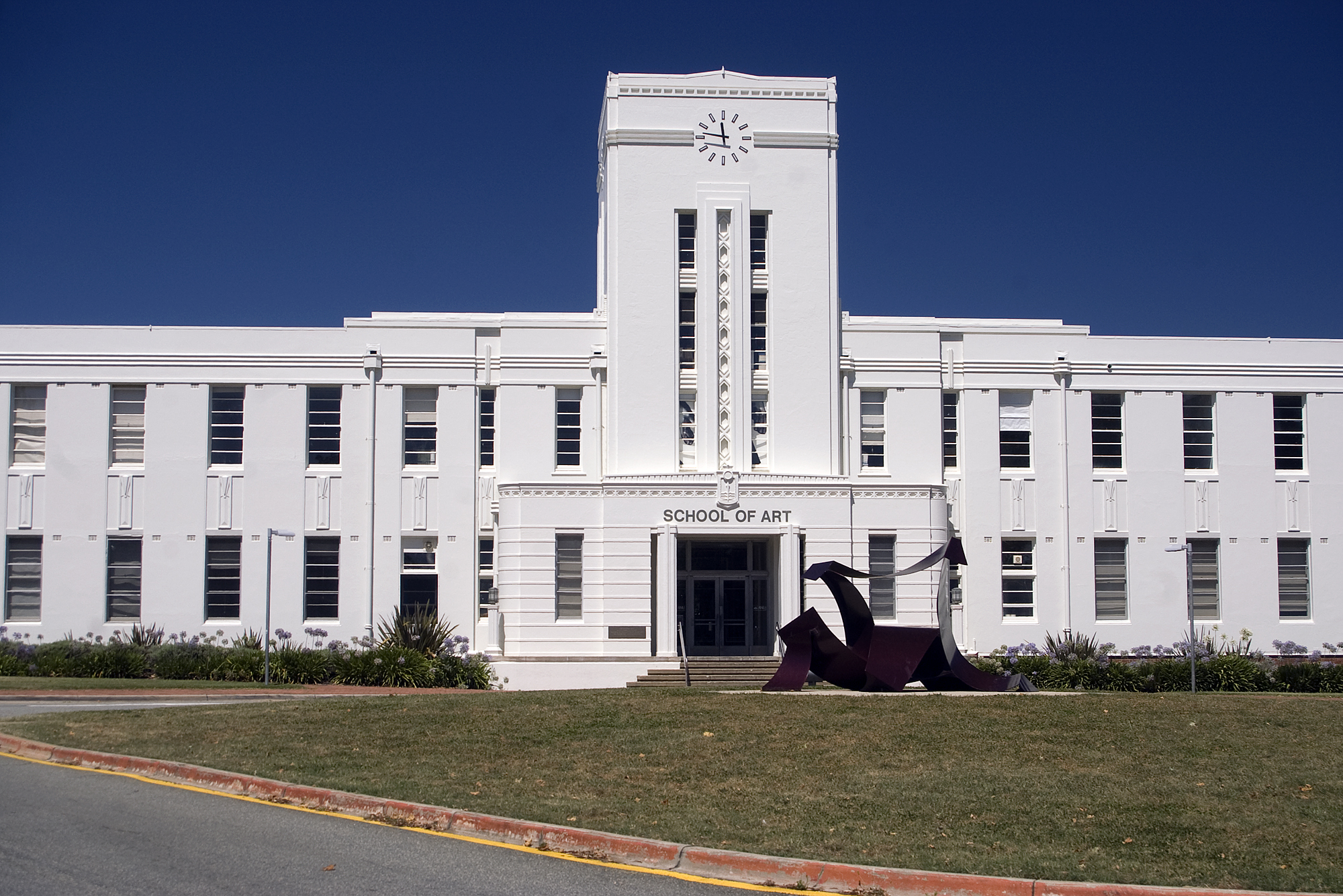
Escuela de Arte de la ANU ubicada en el antiguo edificio de la Canberra High School.

### Edad Moderna
La Escuela de Música de Canberra y la Escuela de Arte de Canberra se combinaron en 1988 para formar el Instituto de Artes de Canberra, y se fusionaron con la universidad como el Instituto de Artes de la ANU en 1992.
La ANU creó su Escuela de Medicina en 2002, tras obtener la aprobación del gobierno federal en el año 2000.
El 18 de enero de 2003, los incendios forestales de Canberra destruyeron en gran medida el Observatorio del Monte Stromlo. Los astrónomos de la ANU realizan ahora investigaciones desde el Siding Spring Observatory, que contiene 10 telescopios, incluido el Anglo-Australian Telescope.
En febrero de 2013, el empresario financiero y graduado de la ANU Graham Tuckwell hizo la mayor donación universitaria de la historia de Australia al donar 50 millones de dólares para financiar un programa de becas de grado en la ANU.
La ANU es bien conocida por su historia de activismo estudiantil y, en los últimos años, por su campaña de desinversión en combustibles fósiles, que es una de las más antiguas y exitosas del país. La decisión del Consejo de la ANU de desinvertir en dos empresas de combustibles fósiles en 2014 fue criticada por los ministros del gobierno de Abbott, pero defendida por el vicerrector Ian Young, que señaló: "En cuanto a la desinversión, está claro que teníamos razón y que desempeñamos un verdadero papel de liderazgo nacional e internacional. [...] [N]os parece haber desempeñado un papel importante en un movimiento que ahora parece imparable."  La ANU tiene inversiones en las principales empresas de combustibles fósiles.
Una encuesta realizada por la Comisión Australiana de Derechos Humanos en 2017 encontró que la ANU tenía la segunda mayor incidencia de asalto sexual y acoso sexual. El 3,5% de los encuestados de la ANU denunciaron haber sido agredidos sexualmente en 2016. El vicerrector Brian Schmidt pidió disculpas a las víctimas de agresiones sexuales y acoso.
La ANU sufrió recortes de financiación y personal en la Escuela de Música en 2011-15 y en la Escuela de Cultura, Historia y Lengua en 2016. Sin embargo, hay una serie de dotaciones globales (gubernamentales) disponibles para las Artes y las Ciencias Sociales, designadas únicamente para la ANU. Algunos cursos se imparten ahora en línea.
La ANU tiene acuerdos de intercambio para sus estudiantes con muchas universidades extranjeras, sobre todo en la región de Asia-Pacífico, como la Universidad Nacional de Singapur, la Universidad de Tokio, la Universidad de Hong Kong, la Universidad de Pekín, la Universidad de Tsinghua y la Universidad Nacional de Seúl. En otras regiones, destacan las universidades Université Paris Sciences et Lettres la Universidad George Washington, la Universidad de California, la Universidad de Texas, la Universidad de Toronto en Norteamérica y el Imperial College London, el King's College London, el Sciences Po, el ETH Zürich, la Universidad Bocconi, la Universidad de Copenhague y el Trinity College Dublin en Europa.
En 2017, Hackers chinos se infiltraron en los ordenadores de la Universidad Nacional de Australia, comprometiendo potencialmente la investigación de seguridad nacional realizada en la universidad.